# Acianthera mendozae
Acianthera mendozae är en orkidéart som beskrevs av Carlyle August Luer. Acianthera mendozae ingår i släktet Acianthera och familjen orkidéer.
Artens utbredningsområde är Bolivia. Inga underarter finns listade i Catalogue of Life.